# Anhaltspunkte für die ärztliche Gutachtertätigkeit im sozialen Entschädigungsrecht und nach dem Schwerbehindertenrecht
Die Anhaltspunkte für die ärztliche Gutachtertätigkeit im sozialen Entschädigungsrecht und nach dem Schwerbehindertenrecht, kurz AHP genannt, waren ein Katalog von Begutachtungsrichtlinien, um in der Bundesrepublik Deutschland eine gleichmäßige Beurteilung von Behinderungen sicherzustellen. Die AHP waren vom Ärztlichen Sachverständigenbeirat – Sektion Versorgungsmedizin beim Bundesgesundheitsministerium erarbeitet und in regelmäßigen Sitzungen fortgeschrieben worden. Zum 1. Januar 2009 übernahm die Anlage zu § 2 der Versorgungsmedizin-Verordnung (VersMedV) die Funktion der AHP.

## Inhalt
Die AHP definierten die Grundlagen zur Erstellung von Gutachten im sozialen Entschädigungs- und Schwerbehindertenrecht („antizipierte Sachverständigengutachten“). Das bedeutet, dass die in den Anhaltspunkten enthaltenen Vorgaben im Einzelfall nicht widerlegt werden können. Gegen eine Begutachtung auf der Grundlage der AHP konnte nur vorgegangen werden, indem man geltend machte, dass sie nicht mit dem allgemeinen anerkannten Stand der medizinischen Wissenschaft zu vereinbaren, also dass sie veraltet seien. In ihnen fanden sich
- allgemeine Beurteilungskriterien (z. B. die Einschränkung werden beurteilt, nicht die Krankheit)
- Fallgruppen-Tabellen mit dem Grad der Behinderung (GdB)
- Bedingungen für die Zuordnung der Merkzeichen 'G', 'aG', 'H', 'B', 'RF', 'Bl' und 'Gl'
- Besonderheiten zur Beurteilung von Kindern und Jugendlichen
- Aussagen zu den Besonderheiten des 'Schwerbehindertenrechts’ bzw. des 'Sozialen Entschädigungsrechts'

## Entwicklung
Die ersten AHP wurden 1920 zur gleichmäßigen Beurteilung von verletzten Heeresangehörigen nach dem Ersten Weltkrieg erstellt („Anhaltspunkte für die militärärztliche Beurteilung der Frage der Dienstbeschädigung oder Kriegsbeschädigung bei den häufigsten psychischen und nervösen Erkrankungen der Heeresangehörigen“). Sie wurden seitdem in ihrem Wirkungsbereich ausgeweitet und regelmäßig überarbeitet, die letzte Aktualisierung geschah 2004. In die Überarbeitungen flossen neben neuen medizinischen Erkenntnissen auch die Veränderungen der Rechtsgrundlagen und der Rechtsprechung ein.

## Kritik
Es gab – trotz entsprechender Forderung der Rechtsprechung – keine gesetzliche Grundlage für die AHP. Darauf hat der Gesetzgeber bei der Reform des Entschädigungsrechts im Dezember 2007 reagiert und mit dem neu angefügten § 30 Abs. 17 BVG eine materiellrechtliche Grundlage geschaffen. Das Bundesministerium für Arbeit und Soziales wird danach ermächtigt, die Grundsätze zur medizinischen Bewertung von Schädigungsfolgen und für die Feststellung des Grades der Schädigungsfolgen durch Rechtsverordnung zu regeln. Das ist mittlerweile geschehen (Versorgungsmedizin-Verordnung). Die AHP wurden trotz der Bedenken in Rechtsprechung und Schrifttum allgemein angewandt.